# Eleocharis ussuriensis
Eleocharis ussuriensis är en halvgräsart som beskrevs av Iurij Dmitrievitch Zinserling. Eleocharis ussuriensis ingår i släktet småsäv, och familjen halvgräs. Inga underarter finns listade i Catalogue of Life.